# Triumphzug-Reliefs des Titusbogens

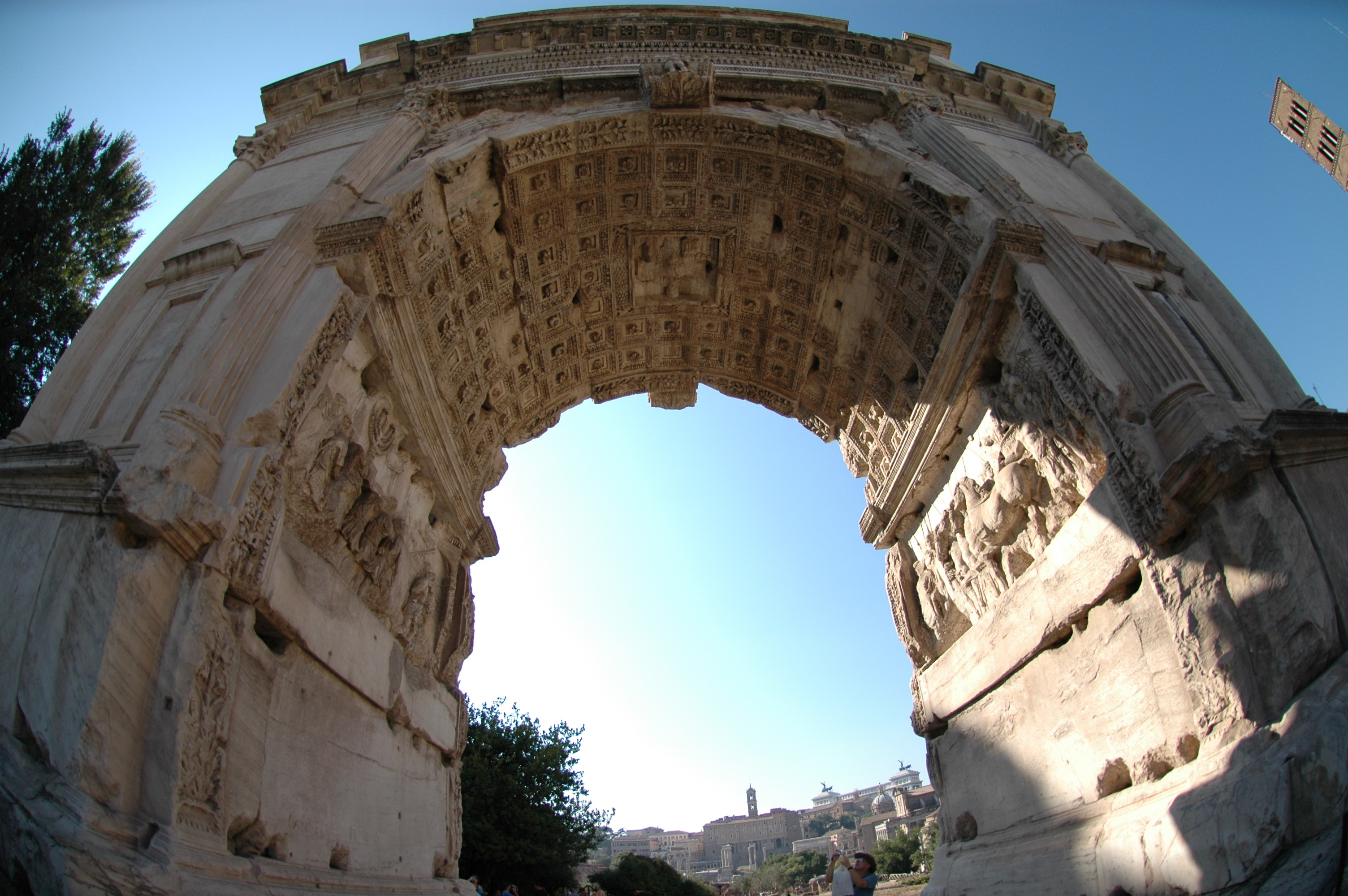
Durchgang des Titusbogens (2006)

Die beiden Triumphzug-Reliefs des Titusbogens am Forum Romanum stellen Szenen des Triumphs dar, den Kaiser Vespasian und sein Sohn Titus im Juni 71 n. Chr. in Rom anlässlich ihres Sieges über Judäa feierten. Als die von Titus befehligten römischen Belagerungstruppen Jerusalem im Spätsommer 70 eroberten, war der Krieg entschieden. Vespasian brauchte diesen Erfolg zur Legitimation seiner Herrschaft, da er ein Usurpator war.
Nach dem Tod des Titus (13. September 81) ließ sein Bruder und Nachfolger, Kaiser Domitian, den Titusbogen errichten. Dieser Ehrenbogen veranschaulicht die Vergöttlichung des Verstorbenen. In seinem Bildprogramm ist der Triumphzug von 71 jenes Ereignis in der Biografie des Titus, das zu seinen Lebzeiten auf diese Apotheose vorausweist. Er ist auf zwei Reliefs im Bogendurchgang dargestellt, außerdem auf dem Fries des Architravs.
Wer den Titusbogen in der gleichen Richtung wie die Personen auf den Reliefs durchschreitet, ist sozusagen in den Triumphzug einbezogen. Er geht auf das Ziel des Triumphs zu: den Kapitolinischen Hügel. Ob der Triumphzug des Jahres 71 aber schon dieser Route folgte oder ob sie erst zu Zeiten Domitians so festgelegt wurde, ist unbekannt. Die Ost-West-Ausrichtung des Titusbogens ermöglicht es, dass Licht und Schatten in den Morgen- und Abendstunden die Illusion erzeugen, die dargestellten Teilnehmer des Triumphzugs seien in Bewegung. Beide Reliefs waren ursprünglich farbig bemalt.

## Reliefs im Durchgang
Die beiden Reliefs, die den Durchgang des Titusbogens schmücken, befinden sich unterhalb des Kämpferprofils; Rankenpilaster rahmen sie an beiden Seiten. Die Reliefs befinden sich zum größten Teil auf je drei Marmorplatten: einer großen, mittleren, die von zwei schmaleren Platten flankiert ist. In Knöchelhöhe der Figuren verläuft eine Fuge. Der darunter befindliche Teil der Reliefs gehört, wie auch der untere Teil der Rankenpilaster, zu einem großen, leicht vorspringenden Marmorblock. Indizien deuten darauf hin, dass eine Reliefierung des Innenbogens ursprünglich nicht vorgesehen war, denn sonst hätte man die Dübellöcher anders gesetzt und die sehr ungünstigen Fugenschnitte vermieden. Das zeigt besonders der Vergleich mit dem Trajansbogen, wo eine Reliefierung von Anfang an geplant war. Dass Reliefs am Bau ausgeführt wurden, ist an sich aber nicht ungewöhnlich. Der „entwerfende Meister“ griff auf feste Schemata (Personengruppen, Pferdegespann) zurück, in die die Besonderheiten dieses Triumphzuges eingesetzt wurden, und zwar relativ ungeschickt, so dass es zu Störungen der Gesamtkomposition kommt. Wohl mit Schablonen wurde sein Entwurf auf die Durchgangswände des Bogens kopiert, wo die Fugenschnitte und Dübellöcher Probleme bereiteten. Sie wären durch leichte Anpassungen des Entwurfs zu beheben gewesen, aber dies unterblieb. Die ganze Routine der am Titusbogen eingesetzten Steinmetzen zeigt sich bei der Ausführung der Köpfe; stilistische Unterschiede deuten darauf hin, dass fünf Meister jeweils für eine Gruppe von Köpfen zuständig waren. Ob diese Arbeitsteilung auch bei den übrigen Teilen der Reliefs vorgenommen wurde, ist wegen des fragmentarischen Erhaltungszustands nicht zu entscheiden. Das Triumphatorrelief wurde bis auf Kleinigkeiten fertiggestellt, das offenbar danach in Arbeit genommene Beuterelief dagegen blieb wohl aus Zeitmangel unfertig, was sich bei genauer Betrachtung an vielen Stellen zeigt.
Die Beschädigungen der Reliefs führt Michael Pfanner auf zwei Hauptursachen zurück: Einerseits wurden die Figuren „wohl von fanatischen Christen“ absichtlich verstümmelt, zum Beispiel durch Abschlagen der Köpfe. Das geschah wahrscheinlich in der Spätantike oder im frühen Mittelalter. Zweitens schlugen Metallräuber auf der Suche nach Dübeln und Klammern in den gesamten Baukörper des Bogens grobe Löcher. Dies könnte im 10./12. Jahrhundert geschehen sein. Bereits im 16. Jahrhundert, als erste Zeichnungen der Durchgangsreliefs angefertigt wurden, waren diese wesentlichen Beschädigungen schon vorhanden.

### Titus auf der Quadriga („Triumphatorrelief“)

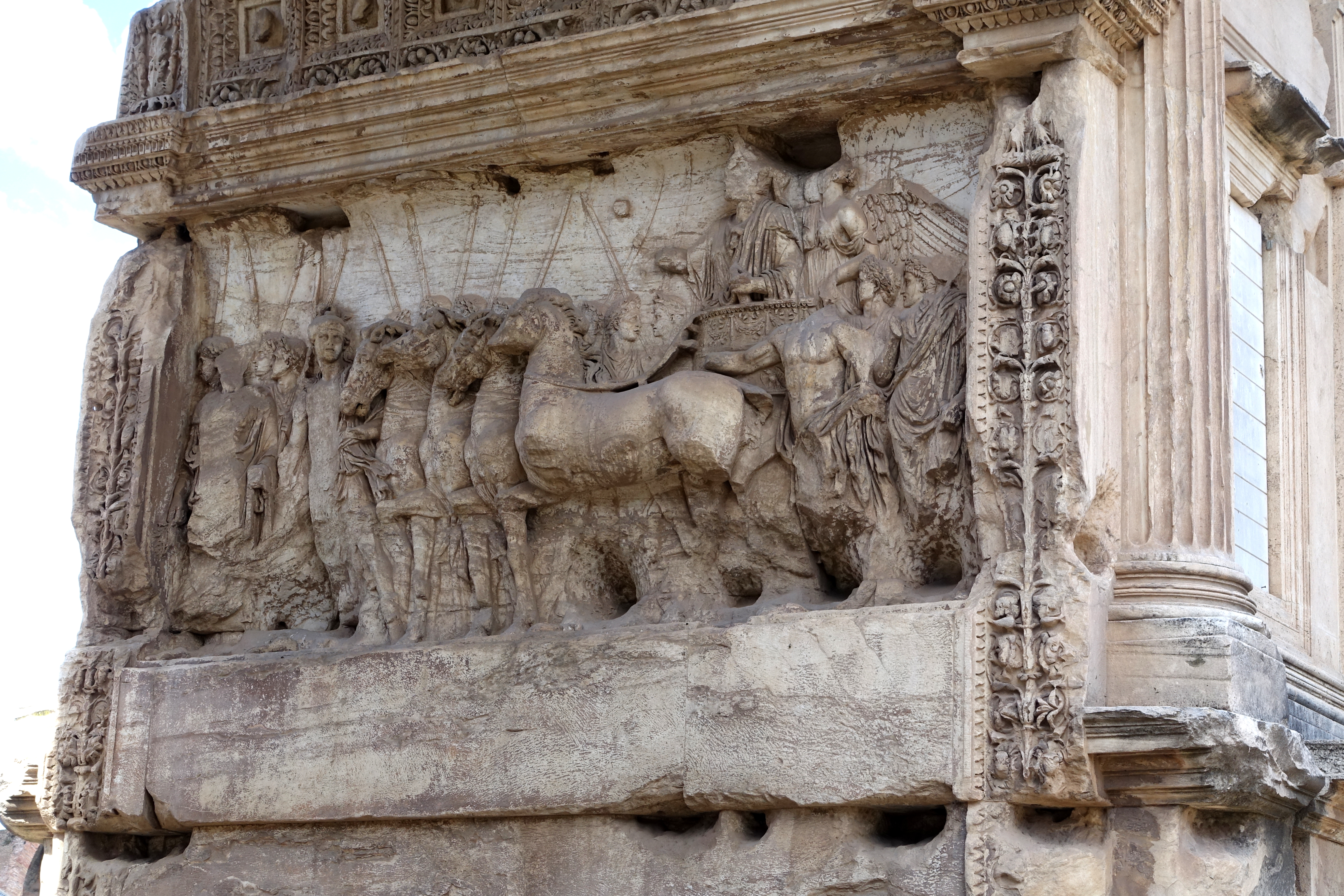
Triumphatorrelief

Das Relief aus Pentelischem Marmor ist mit Rahmenleiste 2,00 m hoch und 3,92 m breit. Die Tiefe beträgt maximal 0,29 m. Die Figuren sind mit 1,30 bis 1,50 m etwas unter lebensgroß. Die Oberfläche ist stark korrodiert. Besonders im unteren Bereich sind die in höherem Relief gearbeiteten Teile verloren. Insbesondere ist die Figur der Gespannführerin stark beschädigt; dem Triumphator fehlt der rechte Unterarm und die rechte Hand mit dem Attribut, die linke Seite des Kopfes und ein Teil des Attributs in der linken Hand. Bei der hinter ihm stehenden Victoria fehlen Kopf, Hände und ein Teil des linken Flügels.

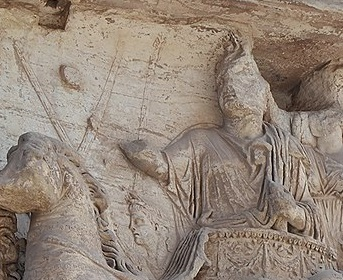
Detail: Titus auf dem Triumphwagen; Puntelli zeigen die Haltung des verlorenen rechten Unterarms und ermöglichen Rückschlüsse auf das Attribut in der rechten Hand

Das Relief verherrlicht Titus, der von Göttern und Menschen geehrt wird. Titus steht fast frontal, den Kopf nach links gewandt auf der langsam nach links fahrenden Quadriga des Triumphators. Sein Gesicht, zur Hälfte abgeschlagen, wirkt massig: „Dicke Lider umrahmen die kleinen Augen, die Brauen hängen wulstig über, der geschwungene und wenig geöffnete Mund hat volle, an den Winkeln hochgezogene Lippen. Das gespaltene Kinn tritt markant hervor.“ Er ist in Toga und Tunika gekleidet, hat den rechten Arm gehoben und trug in der rechten Hand ein Objekt, wohl einen Lorbeerzweig, eventuell einen Palmwedel. In der linken Hand trägt Titus ein stabartiges Attribut, dessen oberer Teil abgebrochen ist, vermutlich ein Adlerzepter. Hinter ihm steht die geflügelte Göttin Victoria („Sieg“) in hoch gegürtetem Chiton. Sie hält die Corona Etrusca über seinen Kopf – eine Aufgabe, die in der historischen Realität ein Staatssklave erfüllte. Die ältere Forschung sah im Kranz des Triumphators einhellig einen Eichenkranz, da die Eiche der heilige Baum Iuppiters gewesen sei. Birgit Bergmann zieht dies in Zweifel, gerade auch mit Blick auf das Triumphatorrelief, das einen relativ großen, fülligen Kranz und hinten herabhängende Bandenden (Tänien) zeigt. Sie versteht die Corona Etrusca als großen, dicht gebundenen Lorbeerkranz mit einem zentralen Medaillon, der hinten von einem goldenen Band geschlossen worden sei.
Der perspektivisch dargestellte zweirädrige hohe Wagen des Triumphators kommt schräg aus dem Reliefgrund, wobei das vordere Rad ursprünglich vollplastisch dargestellt war. Er ist am oberen Rand mit Girlanden zwischen Balustern verziert, an denen Bänder flattern. Die untere Zone des Wagenkorbs weist das Motiv zweier Adler auf Blitzbündeln auf. Er wird von vier Hengsten gezogen, deren differenziert gestaltete Köpfe ein fein gearbeitetes und verziertes Zaumzeug schmückt.
Die Göttin Virtus („Tugend“) geht vor der Quadriga her und leitet das Pferdegespann, indem sie mit der linken Hand die Zügel des rechten äußeren Pferdes greift. Ihr Gesicht ist rundlich, die Nase kurz, das Kinn kräftig. Virtus in gegürtetem, hoch geschürztem Chiton, Mantel und Raubtierfellstiefeln trägt einen Rundhelm mit Nackenschutz und ohne Wangenklappen, der ursprünglich drei Helmbüsche aufwies (teilweise erhalten). Darunter quillt das reiche Haar hervor, das bis auf die Schultern fällt. Die rechte Hand hält einen Speer, dessen Spitze erhalten ist. Der Triumphator ist beim Triumph der Bevölkerung entrückt in einer fast göttlichen Sphäre. Diesen Abstand zu den menschlichen Begleitpersonen verschaffen Titus auf dem Triumphatorrelief die vier Pferde der Quadriga, welche die Liktoren geradezu an den Rand drängen.
Der barfüßige, in einen Hüftmantel gekleidete Gott Honos („Ehre“) läuft assistierend neben dem Wagen her. Die Figur des Gottes ist stark beschädigt; sein Kopf fehlt. In der linken Armbeuge hielt er ein Füllhorn, das Attribut in der rechten Hand muss aufgrund der Anordnung der Puntelli kurz und stabförmig gewesen sein – wohl ein Lorbeerzweig.
Als menschliche Begleiter des Titus sind zwölf Liktoren mit den Fasces als Symbolen ihres Amtes zu sehen, außerdem zwei mit der Toga bekleidete Personen. Zwölf Liktoren stehen nur einem Kaiser zu. Wie Stefan Ritter kommentiert, sind die Fasces (bzw. deren Zwölfzahl) das Entscheidende, nicht die Liktoren, die sie tragen. Es ist deshalb folgerichtig, dass diese Begleitpersonen auf dem Triumphatorrelief teils verdeckt, teils im Hintergrund dargestellt sind, während alle Fasces gut zu sehen sind.
Vergleicht man die Darstellung des Bellum, gab es auf dem Triumphzug von 71 zwei Quadrigen, je eine für Vespasian und Titus; Domitian ritt neben ihnen her. Indem Vespasian und Domitian auf dem Triumphatorrelief weggeblendet sind, wird das Geschehen auf Titus fokussiert. Die Präsenz von Gottheiten auf, vor und neben Titus’ Quadriga verstärkt den Eindruck, dass es nicht um die realistische Darstellung des damaligen Ereignisses geht. Dieses wird überhöht zu einer Apotheose des Titus. Die Darstellung passt auf jeden beliebigen Triumphzug: die Liktoren bilden das Gefolge des Triumphators, die drei Gottheiten personifizieren seine hervorragenden Eigenschaften.

### Präsentation der Beute aus Jerusalem („Beuterelief“)

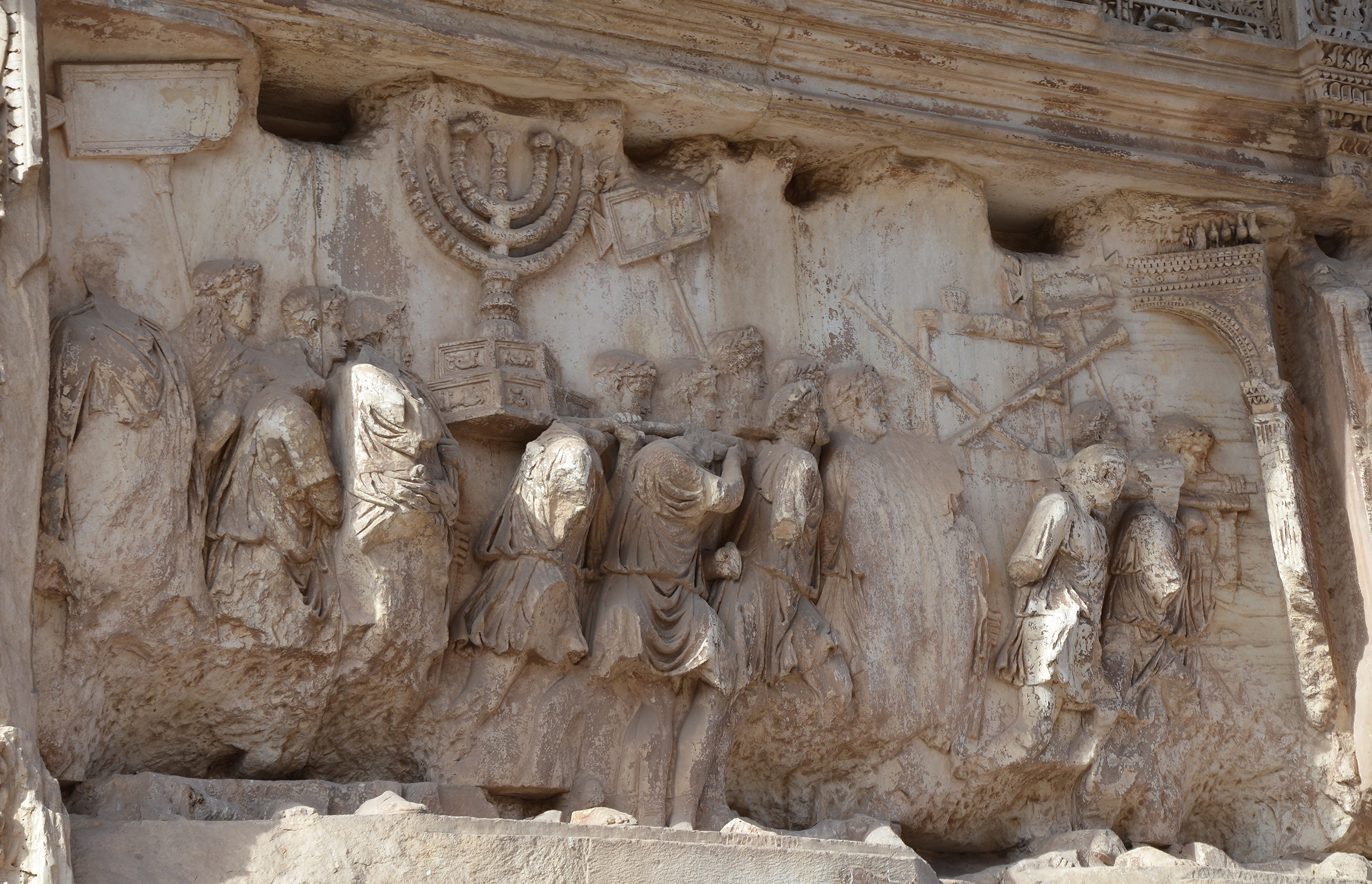
Beuterelief

Das Relief aus Pentelischem Marmor ist mit Rahmenleiste 2,00 m hoch und 3,92 m breit. Die Tiefe beträgt maximal 0,29 m. Die Figuren sind mit 1,30 bis 1,50 m etwas unter lebensgroß. Die Oberfläche ist stark korrodiert. Alle dargestellten Figuren sind erheblich beschädigt, insbesondere fehlen die meisten Köpfe der vorderen Reliefebene; die Beine sind vom Oberschenkel abwärts stark beschädigt oder fehlend.
Das gegenüber dem Triumphatorrelief angebrachte Beuterelief begründet die Aufnahme des verstorbenen Titus unter die Götter, indem es wie ein Rechenschaftsbericht (res gestae) seinen größten Erfolg in Erinnerung ruft: die Eroberung Jerusalems.
Hier sieht man einen Ausschnitt des Triumphzugs, der soeben einen am rechten Bildrand schräggestellten Torbogen erreicht. Je acht Personen tragen Gestelle (fercula), auf denen besonders wertvolle Beutestücke aus dem Jerusalemer Tempel präsentiert werden; vorausgetragene Tafeln (tituli) identifizieren diese Objekte für das Publikum. Es gibt drei Tafeln und zwei Schaugestelle.

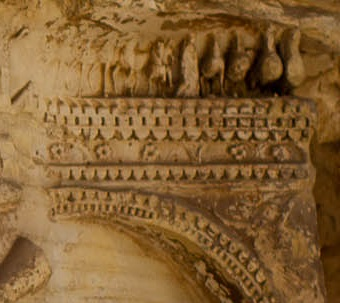
Detail: Von den Darstellungen zweier Quadrigen und eines Reiters mit begleitender Gottheit bekrönter Bogen

Der Torbogen, den die Träger des vorderen Schaugestells soeben erreichen, ist kein reales, sondern ein symbolisches Bauwerk. Kämpferprofil, Archivolte und Attika zeigen reichen Schmuck. Im Zwickel schwebt eine geflügelte Victoria über einer Dattelpalme. Die Palme ist ein Symbol Judäas, zum Beispiel auf den Iudaea-capta-Münzen. Auf der Bogenbekrönung sind die zwei Quadrigen der Triumphatoren Vespasian und Titus sowie eine zwischen ihnen reitende Person (= Domitian) in Begleitung einer weiblichen Gottheit, vielleicht Minerva, zu sehen. Hiermit wird die flavische Dynastie verherrlicht.
Bei den Beutestücken interessiert ihr materieller Wert; sie sind aus Edelmetall und haben ein großes Gewicht. Damit der Betrachter dies würdigt, wurde die Zahl der Träger von den üblichen fünf auf acht erhöht. Sie stützen sich auf Stäbe mit muldenförmigem Knauf und haben Kissen auf den Schultern, um ihre Last besser tragen zu können. Diese Kissen sind mit schräg über den Oberkörper geführten Bändern fixiert. Eine alternative Interpretation sieht in den Stäben, die die Träger mitführen, Stützen, auf die das Schaugestell gesetzt wurde, wenn der Triumphzug zum Stillstand kam.

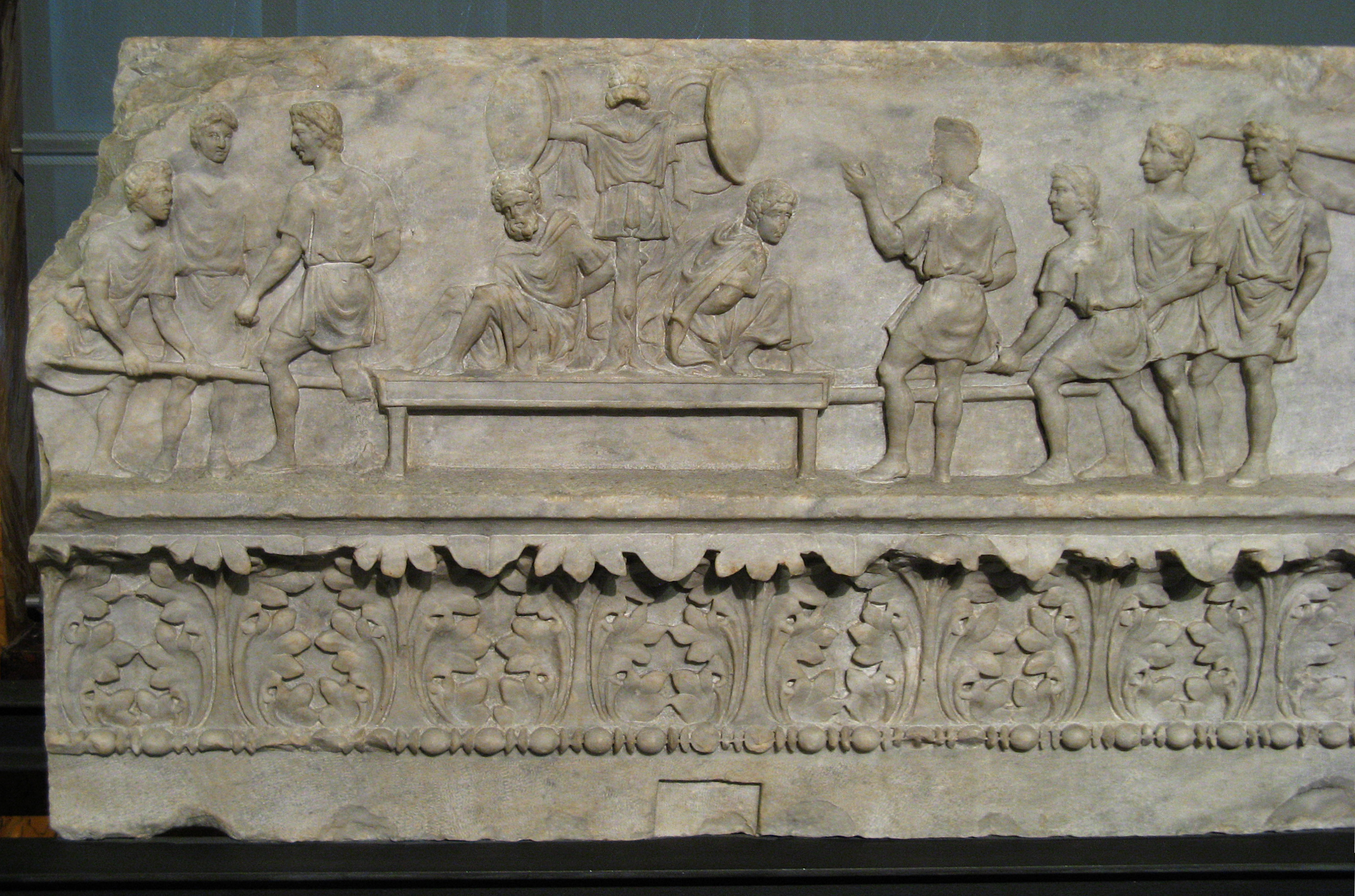
Zum Vergleich: Gefangene auf einer Triumphzugsdarstellung des Apollon-Sosianus-Tempels, Ende 1. Jahrhundert v. Chr. (Kapitolinische Museen)

Die Träger, deren Köpfe mit Lorbeerzweigen geschmückt sind, werden von Historikern einhellig als römische Soldaten identifiziert. Sie tragen knielange, gegürtete Tuniken und Ledersandalen (Caligae). Die Soldaten, aber auch andere „freiwillige“ Teilnehmer des Triumphzugs, sind bekränzt und schließen sich so zu einer Festgemeinschaft zusammen. Wo auf anderen Triumphzugsdarstellungen Gefangene zu sehen sind, tragen sie keine Kränze. Sie sind von der Festgemeinschaft ausgeschlossen.
Drei Personen in knöchellangen Togen haben keine Funktion als Träger und gehen mit Zweigen in den Händen neben ihnen her; diese Männer, vielleicht Zenturionen, werden so für besondere Leistungen im Jüdischen Krieg geehrt. Vor dem Tragegestell mit der Menora erkennt man einen in Tunika und Trabea gekleideten, Calcei als Fußbekleidung tragenden Mann. Ein Riemengeschirr am Oberkörper weist ihn wahrscheinlich als Offizier aus, der beim Triumphzug seine militärischen Auszeichnungen angelegt hat.

#### Erste Ferculumgruppe

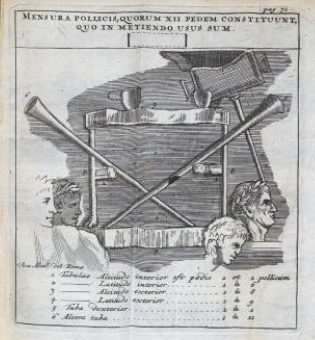
Detail: Schaubrottisch mit zwei Gefäßen, Zustand 1716

Das vordere Gestell zeigt den Schaubrottisch, auf dem zwei Gefäße stehen. Josephus bezeichnete ihn als „delphischen Tisch.“ Aufgrund eines 3D-Scans schlägt das Yeshiva University Arch of Titus Project vor, dass das stark beschädigte Relief einen quadratischen, vierbeinigen Tisch darstellte, „römisches Standardmobiliar, ähnlich Tischen auf römischen Fresken.“ Von den vier Tischbeinen, deren Füße als dreizehige Raubtierkrallen gestaltet sind, stellte das Relief drei dar; das vierte war möglicherweise aufgemalt. Die Tischbeine waren durch kassettierte Mittelleisten verbunden und trugen eine gleichfalls kassettierte Tischplatte.
Laut Josephus wurden auf dem Schaubrottisch die Opferbrote aufgelegt und darauf „zwei goldene Schalen voll Weihrauch“ gestellt. Das kann die Funktion der beiden Gefäße auf der Tischplatte erklären. Aufgrund fortschreitender Verwitterung ist auf den Fotografien des Beutereliefs nur noch eines der beiden Räuchergefäße erkennbar.
Zwischen den Tischbeinen sind zwei Trompeten drapiert, die auf den Mittelleisten aufruhen. Die Form dieser Musikinstrumente entspricht der silbernen Signaltrompete, die Mose nach Darstellung des Josephus „erfunden“ hatte: „Sie war fast eine Elle lang und ihre Röhre war eng, etwas dicker als eine Flöte. Das Mundstück war so gross, dass es den Atem des Bläsers bequem aufnehmen konnte, und sie endigte wie eine Posaune in Glockenform. In hebraeischer Sprache heißt sie Asosra. Solcher Trompeten wurden zwei angefertigt.“

#### Zweite Ferculumgruppe

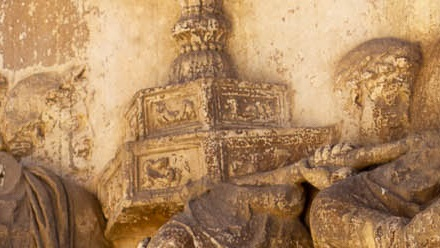
Detail: Basis der Menora mit Tragstange; auf der Schulter des Trägers ein Kissen

Das hintere Gestell zeigt den Siebenarmigen Leuchter (Menora). Das Relief ist hier weit besser erhalten als im Fall des Schaubrottischs. „Nur auf dem Titusbogen zeigt der Siebenarmige Leuchter eine achteckige zweigestufte Basis, deren Paneele – sechs sind sichtbar – figürlichen Schmuck tragen. Aus dieser Basis wächst der Leuchter wuchtig hervor.“ Diese Basis, auf der Adler, Panther und Seetiere zu sehen sind, passt nicht zum Bilderverbot. Falls sie ursprünglich zur Menora gehörte, müsste man mit einer weitgehenden Hellenisierung in der Dekoration des Herodianischen Tempels rechnen. Michael Pfanner zufolge kann die Frage nur lauten, ob der doppelstöckige Kasten ein Ferculum ist oder nicht. Da eine Tragstange in den Kasten hineinführt, sei es eindeutig ein Ferculum, das in dieser Form nötig sei, um dem großen Leuchter Halt zu geben. Ein umgestülpter Blattkranz am Schaft des Leuchters sei auf unbekannte Weise mit diesem Postament fest verbunden worden. Rachel Hachlili vermutet ebenfalls, dass die Basis von einer römischen Werkstatt eigens zur Präsentation des Leuchters beim Triumphzug geschaffen wurde, also nicht der ursprüngliche Fuß des Leuchters war.
Die von Heinrich und Rosa Piening 2012 im Rahmen des Yeshiva University Arch of Titus Project durchgeführte UV-VIS-Spektrometrie stellte Pigmente von gelbem Ocker an mehreren Stellen der Menora fest, die direkt auf dem Marmor aufgebracht waren. Gelb (= Gold) war also die Grundfarbe des Leuchters auf dem Beuterelief, sowohl der Basis als auch des Schaftes und der Arme.

## Bericht des Josephus (Bellum7,123–162)
Der Triumphzug wurde auch von dem römisch-jüdischen Historiker Flavius Josephus in seinem Geschichtswerk Jüdischer Krieg (in diesem Artikel zitiert als: Bellum) ausführlich beschrieben. Josephus war in der Begleitung des Titus 71 nach Rom gekommen; ob und wie er den Triumphzug selbst miterlebte, ist umstritten, da er sich dazu nicht äußerte. Das letzte im Bellum erwähnte Datum ist die Einweihung des Templum Pacis im Sommer 75. Josephus präsentierte sein Werk Vespasian und Titus, die es wohlwollend aufnahmen; das Bellum war demnach vor dem Tod Vespasians im Juni 79 weitgehend fertiggestellt.
In der Komposition des Werks kommt dem Triumphzug eine große Bedeutung zu. Josephus, selbst Klient der Flavier, beschreibt hier, wie sich die Flavierfamilie (Kaiser Vespasian mit seinen beiden Söhnen Titus und Domitian) erstmals der römischen Öffentlichkeit zeigte. Titus wandelte sich damit vom Feldherrn und Eroberer zum künftigen Kaiser; Josephus stilisierte dies als eine Reise des Titus, die in Jerusalem begann und auf dem Kapitol endete.

### Vorbereitende Handlungen
Vespasian und Titus hatten die Nacht vor dem Triumphzug im Isistempel verbracht und traten im Morgengrauen heraus, mit Lorbeerkränzen auf den Häuptern und in Purpurgewänder gekleidet. Sie begaben sich in die Hallen der Octavia, wo sie vom Senat und den Spitzen des römischen Staates erwartet wurden. Vor der Säulenhalle setzen sie sich auf elfenbeinerne Thronsessel. Die Legionäre, die in der Nähe die Nacht zugebracht hatten, strömten unbewaffnet, in Seidengewänder gekleidet und mit Lorbeer geschmückt dort zusammen und huldigten ihren Feldherrn. Vespasian gebot mit einer Handbewegung Stille. Dann erhob er sich ebenso wie Titus. Beide verhüllten ihre Häupter und sprachen Gebete. Mit einer kurzen Ansprache entließ Vespasian die Soldaten, denen nun ein Imbiss gereicht wurde. Auch die Feldherrn aßen etwas, bevor sie sich zur Porta triumphalis begaben. Hier legten sie ihre Prachtgewänder an und brachten den Gottheiten, deren Standbilder am Tor aufgestellt waren, Opfer dar. Danach gaben sie den Befehl zum Beginn des Triumphzugs. Vom Campus Martius aus verlief er quer durch die Stadt bis zum Kapitolinischen Hügel.

### Präsentation der Beute
„Fast alles Staunenswerte und Kostbare nämlich, was begüterte Menschen jeweils nur zum Teil in ihren Besitz gebracht hatten und was bei jedem Volke verschiedenartig war, wurde an jenem Tage zusammengetragen, um die Größe des römischen Reiches zu veranschaulichen.“ Josephus nennt Objekte aus Edelmetall und Elfenbein, kostbare Textilien, Edelsteine und künstlerisch bedeutende Götterbilder aus kostbarem Material. Sodann wurden „Tiere der verschiedensten Gattungen“ präsentiert. Sie waren, ebenso wie die Träger all der Kleinodien, überaus reich geschmückt. Josephus schreibt nicht explizit, dass all diese Sehenswürdigkeiten aus dem Feldzug in Judäa stammen. Bei exotischen Tieren ist das auch unwahrscheinlich, denn solche hatte Judäa nicht zu bieten. Wenn die „Größe des Römischen Reiches“ durch diese Sehenswürdigkeiten veranschaulicht wurde, deutet das auch auf exotische Objekte beispielsweise aus Ägypten, wo sich die Flavier länger aufgehalten hatten. Allerdings war ein Triumphzug eigentlich nicht der Ort, um die Schätze Roms zur Schau zu stellen, hier sollte vielmehr gezeigt werden, was der Feldzug erbracht hatte. Auf sublime Weise wird im Bellum angedeutet, dass die Bevölkerung Roms durch eine Inszenierung getäuscht wurde, vermutet Steve Mason.
„Sogar an der Schar der Gefangenen vermisste das Auge nicht den Schmuck, denn hier sollte die Pracht und Schönheit der Kleidung die unangenehmen Eindrücke körperlicher Mißhandlung dem Blick der Zuschauer entziehen.“ Hier zeigt Josephus Solidarität mit seinen ehemaligen Mitkämpfern. Über das Bellum verteilt, hatte er die Leser über die zynische Art informiert, mit der die Römer über Leben oder Tod ihrer Gefangenen entschieden. Sein Anliegen als Schriftsteller war es, die Leser von der Tapferkeit der Aufständischen zu überzeugen. Die Dramaturgie des Triumphzugs erforderte es nun, die misshandelten Gefangenen als gefährlichen Gegner vorzuführen. Auch hier also wieder eine Täuschung der Zuschauer.
Schaugerüste, manche mit mehreren Stockwerken, dienten dazu, die Kostbarkeiten dem Publikum zu präsentieren. Außerdem gab es Schaugerüste, die einzelne Phasen des Krieges darstellten: Zerstörung fruchtbaren Landes, Vernichtung der gegnerischen Schlachtreihen, Einsturz von Stadtmauern. Hierzu merkt Mason an, dass die aufständischen Judäer der römischen Armee nie in einer Feldschlacht gegenübertraten. Sie konnten dies nicht, da sie an Zahl weit unterlegen waren. Diese beim Triumphzug mitgeführten Bilder werden also durch die Kriegsberichte des Bellum als unzutreffend entlarvt. „Weiter konnte man sehen, wie sich das [römische] Heer in die Stadt [Jerusalem] ergoss, überall Tod verbreitend, dargestellt waren auch Gruppen wehrloser Menschen …, Heiligtümer, die man gerade in Brand gesteckt hatte [= der Jerusalemer Tempel], und Häuser, die über ihren Bewohnern zusammenstürzten.“
Bei jedem Schaugerüst wurde der gegnerische Befehlshaber im Zustand seiner Gefangennahme vorgeführt. Die hohen Schaugerüst-Konstruktionen weckten beim Publikum die Sorge, sie könnten einstürzen. Mary Beard weist darauf hin, dass unter den Befehlshabern, die auf diesen fragilen Gebilden posieren mussten, Josephus als Befehlshaber der Festung Jotapata seinen Platz gehabt hätte – wenn ihm nicht die Gunst des Titus Derartiges erspart hätte.
Danach waren mehrere Schiffe und Haufen von Kriegsbeute zu bewundern. Vespasian scheint bei seiner Münzprägung Wert darauf gelegt zu haben, sich als Sieger einer Seeschlacht darzustellen. Die einzige Episode des Jüdischen Krieges, die eine Darstellung von Schiffen rechtfertigen konnte, war das Geschehen im Sommer 60 auf dem See Genezareth: eine große Zahl von Aufständischen floh mit ihren Familien in Fischerbooten auf den See. Wenige überlebten, denn die römischen Truppen hinderten sie daran, irgendwo an Land zu gehen, und enterten ihre Boote von selbstgebauten Flößen aus. Es versteht sich, dass die Schiffe des Triumphzugs dieses Gemetzel nicht realistisch darstellten.
„Unter allem zeichnete sich das am meisten aus, was man im Tempel in Jerusalem genommen hatte: ein viele Talente schwerer goldener Tisch und ein ebenfalls aus Gold gefertigter Leuchter … Als Abschluss der Beutestücke wurde das Gesetz der Juden vorbeigetragen.“ Josephus hob im Bellum unter all den namenlosen Kostbarkeiten drei hervor, die er identifizierte: den Schaubrottisch, den Siebenarmigen Leuchter und die Torarolle. Dies passt zum Beuterelief des Titusbogens, das drei tituli, aber nur zwei Schaugestelle mit Schaubrottisch bzw. Menora zeigt. Der dritte titulus gehört demnach zur Torarolle. Diese wurde möglicherweise auf dem Relief nicht gezeigt, weil eine Schriftrolle einen vergleichsweise geringeren Materialwert hatte als die goldenen Kultgeräte. Indem Josephus die Menora ausführlich beschrieb, zeigte er sein Insiderwissen als Jerusalemer Priester und implizit auch seine Verbundenheit mit den Besiegten.

### Die Quadrigen der Triumphatoren
Zahlreiche Bilder der Göttin Victoria aus Gold und Elfenbein wurden vorbeigetragen; sodann zog zuerst Vespasian vorbei, dann Titus, und Domitian ritt neben ihnen auf einem prachtvollen Pferd. Obwohl er im Jüdischen Krieg keine besondere Aufgabe hatte, nahm Domitian als Mitglied der Flavierfamilie am Triumphzug teil. Josephus zog die Aufmerksamkeit des Lesers von Vespasian und Titus ab und lenkte sie auf Domitian.
Josephus erwähnte nicht, was aus vielen Quellen bekannt ist: dass hinter den Triumphatoren die weiß gekleideten Soldaten mit Ölzweigen einzogen und Io triumphe sangen. Möglicherweise hielt er das für selbstverständlich und seinem römischen Lesepublikum bekannt. Die Flavier an dieser Stelle nur so knapp zu erwähnen und den dritten Teil des Triumphzugs ganz zu übergehen, trägt dazu bei, dass die Kultgegenstände des Jerusalemer Tempels umso mehr Gewicht in Josephus’ Darstellung erhalten.

### Höhepunkt und Ende des Triumphzugs
Der Triumphzug langte beim Tempel des Kapitolinischen Jupiter an und verharrte dort, bis der Tod des feindlichen Heerführers (hier: der im Triumphzug mit Strick um den Hals mitgeführte und misshandelte Schimon bar Giora) gemeldet wurde; dann brach alles in lauten Jubel aus. Nun vollzogen die Triumphatoren unter Gebeten die vorgeschriebenen Opfer mit günstigen Omina. Anschließend begaben sie sich mit ausgewählten Gästen zum Festmahl in den Palast, während die Menge sich zerstreute, um in den Häusern Festmähler zu feiern.
Mason weist darauf hin, dass Vespasian und Titus sich dafür feiern ließen, eine aufständische Provinz unterworfen zu haben. Einen unterworfenen feindlichen König wie Perseus oder Mithridates konnten sie der römischen Bevölkerung deshalb im Triumphzug nicht präsentieren. Schimon bar Giora musste diese Rolle ausfüllen, obwohl er (jedenfalls in Josephus’ Darstellung) nicht die Machtfülle eines Königs hatte, sondern sich im Verlauf des Krieges gegen konkurrierende Anführer durchsetzte.
Auf die Frage, was die Bevölkerung Roms an diesem Tag eigentlich feierte, gab Josephus abschließend eine dreifache Antwort: den Sieg über Judäa, das Ende des blutigen Bürgerkriegs und die Erwartung einer friedlichen Zukunft. Letzteres unterstrich er, indem er die Chronologie der Ereignisse verließ und direkt zum Bau des Templum Pacis überging.

## Das Werk des Josephus als Ressource für die Künstler der Triumphzug-Reliefs?
Da das Ereignis schon mindestens ein Jahrzehnt in der Vergangenheit lag, als die Künstler der beiden Triumphzug-Reliefs sich an die Arbeit machten, wird diskutiert, ob sie das Bellum als Informationsquelle für die Details des Beutereliefs nutzten.
Honora Howell Chapman meint, die Auswahl der Objekte des Beutereliefs sei von Josephus beeinflusst. Es sei unwahrscheinlich, dass ein (eventueller, nicht erhaltener) Bericht eines römischen Historikers über diesen Triumphzug den Kultgeräten des Tempels so große Aufmerksamkeit geschenkt hätte. Allerdings erwähnt Josephus im Bellum nicht, dass zusammen mit dem Schaubrottisch zwei goldene Räuchergefäße und zwei Trompeten auf einem Schaugestell präsentiert worden seien. Einzelheiten zu den goldenen Räuchergefäßen und zu silbernen Trompeten kann man seinem Hauptwerk, den Antiquitates, entnehmen, das aber erst nach Errichtung des Triumphbogens der Öffentlichkeit übergeben wurde (um 93/94). Diese Objekte werden im Kontext des biblischen Zeltheiligtums in der Wüste beschrieben; es ist aber eindeutig, dass Josephus dabei die Kultgeräte seiner eigenen Zeit vor Augen hatte. Steven H. Wander nimmt an, dass Josephus parallel zur Abfassung des Bellum Material für sein umfangreiches Hauptwerk zu sammeln begann und dass bereits verschiedene Vorentwürfe existierten, als der Triumphbogen gebaut wurde. Dass ausgerechnet zwei Räuchergefäße auf dem Schaubrottisch stehen, bewertet er als Indiz dafür, dass Josephus den Künstlern der Reliefs einen Text über Jerusalemer Kultgefäße zur Verfügung stellte, der dann letztendlich in einem anderen Kontext in die Antiquitates integriert wurde, nämlich die Nacherzählung des Pentateuch.

## Notizen bei Sueton
Sueton geht in seinen nach 120 erschienenen Kaiserviten knapp auf den Triumphzug des Jahres 71 ein; seine Angaben stimmen mit dem Bellum überein.
- Über Vespasian: „… einen so guten Ruf genießend, kehrte er nach Rom zurück, feierte seinen Triumph über die Juden und fügte seinem letzten Konsulat noch weitere acht hinzu.“[63]
- Über Titus: „Er feierte mit dem Vater zusammen den Triumph.“[64]
- Über Domitian: „Auch als beide zusammen den Triumph über die Juden feierten, schloss er sich auf einem weißen Roß beiden als Begleiter an.“[65]

## Rezeption

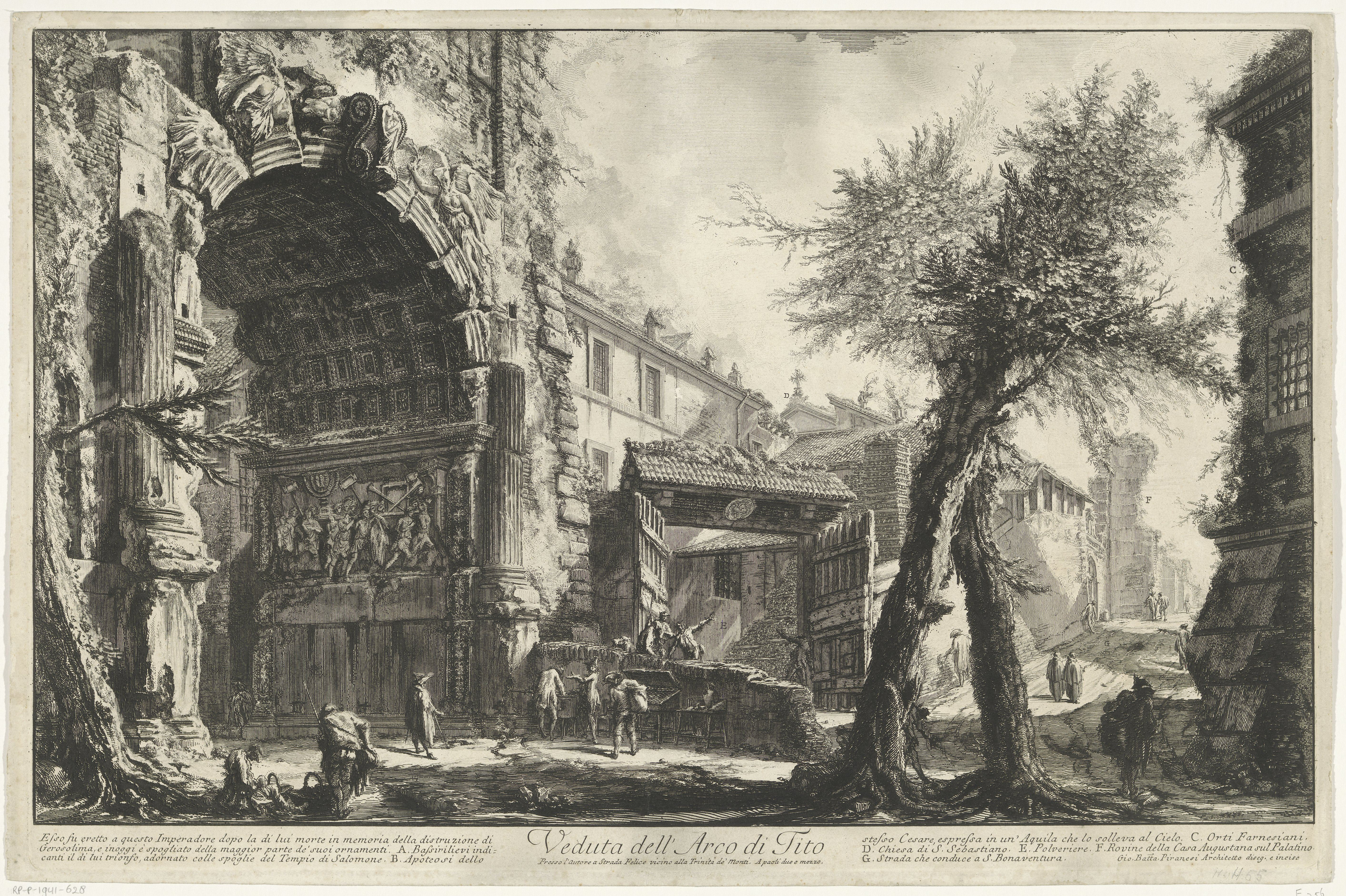
Titusbogen (Giovanni Battista Piranesi, um 1760)

Ellen Bradshaw Aitken vertritt die These, dass der Hebräerbrief des Neuen Testaments eine christliche Auseinandersetzung mit dem Triumphzug der Flavier sei, indem er einerseits Jesus Christus als den wahren Triumphator darstelle, andererseits die jüdischen Kultobjekte nicht im zerstörten Jerusalemer Tempel, sondern im Zeltheiligtum der Wüste beschreibe und Christus als Hohepriester eines unzerstörbaren, nämlich himmlischen Heiligtums deute.
Die Durchgangsreliefs des Titusbogens blieben im Mittelalter frei zugänglich. Der Verfasser der Descriptio Lateranensis Ecclesiae (12. Jahrhundert) begründete mit dem Beuterelief, dass die Bundeslade (= der missverstandene Schaubrottisch), die Menora und andere Tempelschätze aus Jerusalem von Vespasian und Titus nach Rom gebracht worden seien und nun von der Kirche gehütet würden. Die Träger der beiden Schaugestelle identifizierte er als Juden. Die Aufmerksamkeit konzentrierte sich auf die Bundeslade, die sich angeblich im Hauptaltar der Lateranbasilika befand. Aber auch die Menora (bezeichnet als candelabrum) wurde im 14. Jahrhundert zu den Reliquien des Lateran gezählt.
Seit dem 12. Jahrhundert ist bezeugt, dass päpstliche Prozessionen an bestimmten kirchlichen sowie städtischen Feiertagen durch den Titusbogen zogen.
Gedalja ibn Jachja war 1587 der erste jüdische Autor, der den Titusbogen beschrieb: „Und sie machten ihm dort einen großartigen Triumph wegen seiner mächtigen Taten. Es war etwas Großes in ihren Augen; ihnen war klar, dass Israel ein starkes Volk ist. Sie errichteten in Rom ein großes Bauwerk aus behauenem Stein, einen sogenannten Bogen, zum ewigen Gedenken an seine Macht. Sie schmückten dieses Bauwerk mit Bildern der Tempelgeräte und der gefangenen Menschen. Ich habe es gesehen.“
Im 17. und 18. Jahrhundert zog der neugewählte Papst mit seinem Gefolge von der Lateranbasilika zum Vatikan und dabei auch durch den Titusbogen. Die jüdische Gemeinde Roms musste in einigen Fällen den Weg vom Kolosseum zum Titusbogen schmücken. Plaketten mit hebräischen und lateinischen Psalmversen sind für 1730 (Clemens XII.), 1759 (Clemens XIII.) und 1769 (Clemens XIV.) erhalten.

### Träger der Menora

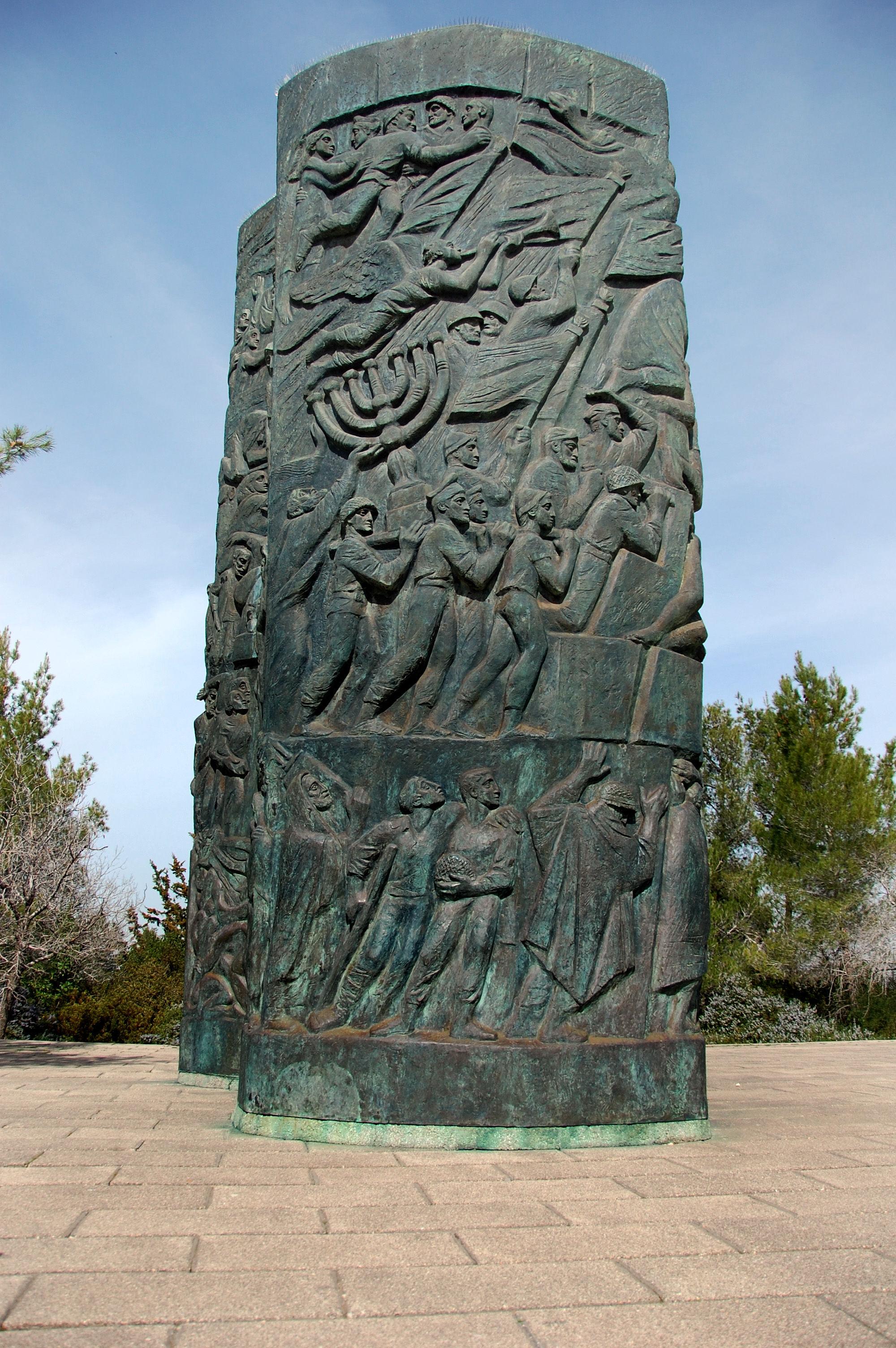
Nathan Rappaport, Megillat haEsch (1972)

Im 19. Jahrhundert erregte das Beuterelief des Titusbogens insbesondere bei englischsprachigen Protestanten lebhaftes Interesse. Das lag daran, dass bei den Kultgegenständen aus dem Jerusalemer Tempel ein Bezug zur Bibel gegeben war. Mehrfach wurde der Titusbogen in Gedichten thematisiert (J. T. White, Aubrey Thomas de Vere, Charles Joseph Latrobe); die Betrachtung der Reliefs regte dazu an, Josephus’ ganzen Bericht in Erinnerung zu rufen – und hier war der Zug der vorbeigetriebenen Gefangenen ein wichtiges Motiv. William Knight, der den wichtigsten wissenschaftlichen Beitrag der Zeit zum Beuterelief lieferte, hielt es deshalb für nötig, der Meinung entgegenzutreten, die Träger des Schaubrottischs und des Siebenarmigen Leuchters seien Juden.
Durch Fotografien erreichte das Beuterelief im späten 19. Jahrhundert eine größere Bekanntheit und traf im frühen Zionismus auf eine Tradition, dass die Träger der Tempelgeräte Juden seien. Der Rabbiner und Ethnologe Moses Gaster gestaltete daraus im Jahr 1900 eine Art Legende für das Chanukkafest, wonach das Relief nicht irgendwelche Personen zeige, sondern genau diese Menschen, die dem Tod in der Arena entgegengingen und sich daran aufrichteten, dass sie zuvor gewürdigt seien, die heiligen Geräte zu tragen. In einem viel rezipierten Gedicht imaginierte Harry Austryn Wolfson 1906, dass abends beim Einbruch der Dunkelheit die Lichter der Menora sich entzündeten. Dann würden ihre Träger frei und zögen zum Jordan, um in seinem Wasser geheilt zu werden. Morgens kehrten sie zurück und würden wieder Stein. Jüdischen Historikern jener Zeit war klar, dass auf dem Relief nur Römer dargestellt waren. Trotzdem sprach die Legende der jüdischen Menora-Träger emotional stark an. Unter anderem Chaim Arlosoroff und Joseph Klausner pilgerten zum Titusbogen und waren beim Anblick des Reliefs sehr bewegt. Klausner irritierte, dass die Träger der Tempelgeräte wie Römer aussahen. Gleichwohl seien es jüdische Gefangene. Diese in seinem Standardwerk Die Geschichte des Zweiten Tempels (1949) vertretene These wurde stark rezipiert.
Nachdem die Vollversammlung der Vereinten Nationen am 29. November 1947 die Gründung des Staates Israel beschlossen hatte, versammelten sich die Mitglieder der jüdischen Gemeinde Roms und Holocaustüberlebende aus verschiedenen Staaten mit einer Menora am Titusbogen und durchzogen ihn in Gegenrichtung. Damit sollte das Exil symbolisch beendet und die Rückkehr der Menora und der Menschen nach Eretz Israel ausgedrückt werden.
Als Beispiel für eine künstlerische Rezeption des Themas der Menoraträger kann die Bronzeskulptur Schriftrolle aus Feuer (hebräisch מגילת האשׁ Megillat haEsch) in der israelischen Holocaust-Gedenkstätte Wald der Märtyrer gelten. Nathan Rappaport stellt hier die jüdische Geschichte vom Holocaust bis zur Unabhängigkeit des Staates Israel dar. Das Werk wurde 1971 der Öffentlichkeit übergeben.

### Menora
Die Menora auf dem Beuterelief des Titusbogens hat eine achteckige zweigestufte Basis, mit der sie sich von Menorot in der bisherigen synagogalen Kunst und der rabbinischen bzw. kabbalistischen Literatur unterscheidet. Die Titusbogen-Menora wurde um 1880 in verschiedenen Strömungen des Judentums, gelegentlich auch im Christentum, als Symbol aufgegriffen. Im Hintergrund stand das große Interesse am klassischen Altertum, dessen Kunst als vorbildhaft galt. Die Jüdische Legion nutzte die Titusbogen-Menora als Anstecknadel; sie wurde zum Symbol der Betar-Bewegung, und nach einem Meinungsbildungsprozess wurde sie, flankiert von zwei Ölzweigen, auch als Emblem des Staates Israel angenommen.

### Historische Beschreibungen
- Adrianus Reland: De spoliis templi Hierosolymitani in arcu Titiano Romae conspicuis liber singularis. Broedelet, Utrecht 1716 (Digitalisat).
- William Knight: The Arch of Titus, and the Spoils of the Temple. The Religious Tract Society, London 1896 (Digitalisat).

### Neuere Literatur
- Mary Beard: The Triumph of Flavius Josephus. In: Anthony Boyle, William J. Dominik (Hrsg.): Flavian Rome – Culture, Image, Text. Brill, Leiden/Boston 2003, S. 543–558.
- Birgit Bergmann: Der Kranz des Kaisers. Genese und Bedeutung einer römischen Insignie. De Gruyter, Berlin/New York 2010.
- Marie-Thérèse Champagne: Pagan Rome in the Service of the Church: Christian Perceptions of the Arch of Titus in the Middle Ages. In: Steven Fine (Hrsg.): The Arch of Titus. From Jerusalem to Rome – and Back. Brill, Leiden/Boston 2021, S. 63–74.
- Nathaniel Des Rosiers: Another Temple, Another Vessel. Josephus, the Arch of Titus, and Roman Triumphal Propaganda. In: Near Eastern Archaeology 82 (2019), S. 140–147.
- Barbara Eberhardt: Wer dient wem? Die Darstellung des flavischen Triumphzuges auf dem Titusbogen und bei Josephus (B.J. 7.123–162). In: Joseph Sievers, Gaia Lembi (Hrsg.): Josephus and Jewish History in Flavian Rome and Beyond (= Supplements to the Journal for the Study of Judaism. Band 104). Brill, Leiden 2005, S. 257–277.
- Steven Fine: Who is Carrying the Temple Menorah? A Jewish Counter-Narrative of the Arch of Titus Spolia Panel. In: Images 9 (2016), S. 19–48 (Digitalisat).
- Steven Fine: “When I Went to Rome . . . There I Saw the Menorah”: The Jerusalem Temple Implements in Rabbinic Memory, History, and Myth. In: Steven Fine (Hrsg.): Art, History and the Historiography of Judaism in Roman Antiquity (= The Brill Reference Library of Judaism. Band 34). Brill, Leiden/Boston 2014, S. 63–86.
- Steven Fine (Hrsg.): The Arch of Titus. From Jerusalem to Rome – and Back. Brill, Leiden/Boston 2021.
- Steven Fine, Donals H. Sanders, Peter J. M. Schertz: The Spoils of Jerusalem in Color: The Making of a Polychrome Model. In: Steven Fine (Hrsg.): The Arch of Titus. From Jerusalem to Rome – and Back. Brill, Leiden/Boston 2021, S. 9–32.
- Christopher A. Frilingos: More than Meets the Eye: Incongruity and Observation in Josephus’s Account of the Triumph of Vespasian and Titus. In: History of Religions 57 (2017), S. 50–67 (Digitalisat).
- Gerhard Koeppel: Die historischen Reliefs der römischen Kaiserzeit VI: Reliefs von bekannten Bauten der augusteischen bis antoninischen Zeit. In: Bonner Jahrbücher 189 (1989), S. 17–71, besonders S. 52–54 (Digitalisat).
- Jodi Magness: The Arch of Titus at Rome and the Fate of the God of Israel. In: Journal of Jewish Studies 59 (2008), S. 201–217 (Digitalisat).
- Steve Mason: Josephus’ Portrait of the Flavian Triumph in Historical and Literary Context. In: Fabian Goldbeck, Johannes Wienand (Hrsg.): Der römische Triumph in Prinzipat und Spätantike. De Gruyter, Berlin/Boston 2017, S. 125–176.
- Fergus Millar: Last Year in Jerusalem: Monuments of the Jewish War in Rome. In: Jonathan Edmondson, Steve Mason, James Rives (Hrsg.): Flavius Josephus and Flavian Rome. Oxford University Press, Oxford 2005, S. 101–128.
- Ida Östenberg: The Arch of Titus: Triumph, Funeral, and Apotheosis in Ancient Rome. In: Steven Fine (Hrsg.): The Arch of Titus. From Jerusalem to Rome – and Back. Brill, Leiden/Boston 2021, S. 33–42.
- Michael Pfanner: Der Titusbogen (= Beiträge zur Erschließung hellenistischer und kaiserzeitlicher Skulptur und Architektur. Band 200). Von Zabern, Mainz 1983 (Digitalisat).
- Steven H. Wander: Flavius Josephus and the Frieze of the Spoils from the Temple in Jerusalem on the Arch of Titus. In: Word & Image 38/3 (2022), S. 207–222.